# 마이걸 (만화)
《MY GIRL》(일본어: マイガール 마이가루[*])은 사하라 미즈의 만화 작품 및 그것을 원작으로 한 드라마이다. 2006년 6월 2일호 2010년 9월 3일호까지 주간 코믹 번치에서 연재되어 동월 10일 호에 에필로그를 올리고 완결하였다.